# Новогригоровка Вторая
Новогриго́ровка Втора́я (укр. Новогригорівка Друга) — село в Долинской городской общине Кропивницкого района Кировоградской области Украины.
До 2020 года входило в состав Долинского района
Население по переписи 2001 года составляло 378 человек. Почтовый индекс — 28541. Телефонный код — 5234. Занимает площадь 9,514 км². Код КОАТУУ — 3521986401.